# Cuspidaria costellata
Cuspidaria costellata är en musselart som först beskrevs av Gérard Paul Deshayes 1833.  Cuspidaria costellata ingår i släktet Cuspidaria och familjen Cuspidariidae. Inga underarter finns listade i Catalogue of Life.